# Synodontis decorus
Synodontis decorus là một loài cá da trơn bơi lộn ngược. Những cái tên thường của nó là clown catfish, clown syno, clown squeaker, và barredtail squeaker.

## Tổng quan
Chúng là loài đặc hữu của Cameroon, Cộng hòa Dân chủ Congo và Cộng hòa Congo. Chúng có thể tìm thấy ở bất kì chỗ nào trên lưu vực sông Congo ngoại trừ hệ thống sông Luapula. Chúng là một trong những loài thuộc chi Synodontis gây chú ý được tìm thấy ở vực Malebo.
Theo như Liên minh Bảo tồn Thiên nhiên Quốc tế, tình trạng bảo tồn của loài cá này hiện đang ở mức ít được quan tâm.

## Mô tả
Điểm bất thường của loài cá này là phần vây lưng kéo dài về phía sau và chạm đến vây đuôi. Nó là một trong những loài cá da trơn phổ biến của chi này do màu sắc của nó khá thu hút. Đầu và thân của nó thì hẹp.
Synodontis decorus có 3 cặp râu, 1 cặp ở hàm trên và 2 cặp ở hàm dưới. Cả ba cặp đều phân nhánh nhưng hai cặp ở hàm dưới thì phân nhánh nhiều hơn cặp ở hàm trên, nhất là cặp trong cùng và ngắn nhất. Chúng thường có màu trắng và đốm đen, Vây lưng, ngực, bụng, hậu môn thì có màu trắng và có sọc ngang màu đen.
Mỗi cá thể của loài cá này khi trưởng thành có thể đạt kích thước đến 31,8 cm (khoảng 12,5 in).